# Аванесов, Сергей Михайлович
Серге́й Миха́йлович Аване́сов (8 июня 1934, Баку — 4 мая 2025, Москва) — советский и российский тренер, главный тренер женской сборной России по гандболу (1993—1994). Заслуженный деятель физической культуры и спорта Азербайджанской ССР. Заслуженный тренер СССР (1976). Награждён медалью «За трудовое отличие» (1976).

## Биография
Родился 8 июня 1934 года в Баку.
В 1963 году окончил Азербайджанский государственный институт физической культуры. В 1963—1988 годах был главным тренером женского гандбольного клуба из Баку, который в разные годы носил названия «Спартак», ФСТ и «Автомобилист» и многократно становился призёром чемпионатов СССР.
В 1988 году из-за начала Карабахского конфликта был вынужден переехать в Москву. В 1988—1991 годах работал в Спорткомитете СССР. В 1991—1995 годах жил в Ростове-на-Дону, где возглавлял тренерский штаб женского клуба «Ростсельмаш», который в сезоне 1993—1994 годов завоевал звание чемпиона России. В 1993—1994 годах был также главным тренером женской сборной России, а в последующие 2 года — помощником главного тренера сборной.
В 1995 году вернулся в Москву, в 2008—2015 годах работал преподавателем физкультуры в московской общеобразовательной школе № 1020.
Скончался 4 мая 2025 года в Москве.

## Семья
- Лилиана Аванесова (до вступления в брак Степанова; 1939—2010) — жена (с 1960 года), советская гандболистка, многократный призёр чемпионатов СССР в составе клуба «Спартак» (Баку). Мастер спорта СССР. Судья всесоюзной категории.
- Элина Аванесова (после замужества Павлова, род. 1961) — дочь, гандболистка. Мастер спорта СССР. Обладатель Кубка европейских чемпионов, член юношеской сборной команды СССР по гандболу, кандидат педагогических наук, тренер, преподаватель.